# Zr.Ms. Admiraal van Wassenaar (1857)
Zr.Ms. Admiraal van Wassenaar was een Nederlands schroefstoomschip 1e klasse. 
Aanvankelijk was het te Amsterdam op stapel gezet in 1833 als het linieschip Piet Hein, maar niet voltooid en weer uit elkaar genomen. In 1853 opnieuw te Amsterdam op stapel gezet en nu om te worden afgebouwd als fregat met stoomvermogen. 
Het schip deed dienst van 1857 tot 1875/1876. Daarna werd het omgebouwd tot opleidingsschip. Tot 1913 heeft het dienst gedaan als wacht- en opleidingsschip. 
Het schip is vernoemd naar Jacob van Wassenaer Obdam (1610–1665). In 1913 werd het schip voor de sloop verkocht.
Het schip was onder andere betrokken bij de overdracht van Fort Elmina (Goudkust) aan de Engelsen in 1872.
Hoewel het soms wordt aangeduid als het eerste Nederlandse fregat met stoomvermogen is dit niet juist: dat was het fregat (den) Rhijn, dat nog in de Franse tijd te Rotterdam was gebouwd al La Vestale, en in 1825 te Vlissingen werd omgebouwd en verlengd tot het eerste stoomfregat.  Omdat het niet voldeed werd het in 1832 weer omgebouwd tot zeilend fregat. 